# MRNA

mRNA, från tillkomst till nedbrytning. mRNA bildas i cellkärnan, som en "översättning" av den genetiska kod som står i kromosomernas DNA. RNA-molekylen transporteras sedan ut ur cellkärnan till cytoplasman, där ribosomerna använder den som ett "recept" för tillverkning av ett specifikt protein. Efter att receptet använts det vill säga translaterats ett par gånger bryts RNA-molekylen ner.

mRNA (från engelska: messenger-RNA) eller budbärar-RNA är en sorts RNA. mRNA är ett viktigt steg i cellens tillverkning av alla dess olika proteiner.

## Funktion
Via mRNA förs information från cellkärnans DNA till ribosomerna, där informationen används för tillverkning av proteiner (translation).
Informationen i en gen transkriberas till mRNA-molekyler i en process där RNA-polymeras är involverad. mRNA-molekylerna transporteras sedan över till ribosomerna ute i cytoplasman. Där sker då framställning av polypeptidkedjor, kedjor av sammankopplade aminosyror. Polypeptidkedjorna blir sedan ett protein genom proteinveckning.

## Tillämpningar
De första vaccinerna som baserades på mRNA-teknik var vaccin mot sjukdomen covid-19 och godkändes under covid-19-pandemin. År 2023 tilldelades Katalin Karikó och Drew Weissman Nobelpriset i fysiologi eller medicin för sina upptäckter rörande nukleosidbasmodifieringar som möjliggjorde utveckling av effektiva mRNA-vacciner mot covid-19.